# Bāb Hūtak
Bāb Hūtak (persiska: باب هوتک) är en ort i Iran.   Den ligger i provinsen Kerman, i den centrala delen av landet, 700 km sydost om huvudstaden Teheran. Bāb Hūtak ligger 2 162 meter över havet och antalet invånare är 142.
Terrängen runt Bāb Hūtak är huvudsakligen kuperad, men den allra närmaste omgivningen är platt.Runt Bāb Hūtak är det glesbefolkat, med 15 invånare per kvadratkilometer. Närmaste större samhälle är Shahrak-e Pābedānā, 16,5 km nordväst om Bāb Hūtak. Trakten runt Bāb Hūtak är ofruktbar med lite eller ingen växtlighet.